# Мещерский, Фёдор Фёдорович
Фёдор Фёдорович Мещерский — князь, воевода, младший из трёх сыновей князя Фёдора Борисовича Мещерского. Старшие братья — князья Григорий и Никита Мещерские.

## Биография
В 1576 году — голова у окольничего и воеводы князя Петра Ивановича Татева в сторожевом полку под Коломной, затем зимой 1576—1577 года ходил к Колывани головой в передовом полку у воеводы князя Юрия Васильевича Голицына.
В 1578—1580 годах князь Ф. Ф. Мещерский служил первым воеводой в недавно завоеванной ливонской крепости Борзун (Берсов). В 1583 году — 2-й воевода передового полка «в Новегороде для свийских немцев», затем «после того в Нове же городе по немецким вестем» был назначен вторым воеводой полка левой руки «на выласке».
В 1584 году — голова в Пскове. В июне 1585 года — 5-й воевода в Великом Новгороде с наказом «по вестем в поход ходити». В октябре 1589 года участвовал в царском походе в Новгород против шведов: ставил сторожей в царском стане.
В марте 1591 года князь Ф. Ф. Мещерский был направлен вторым воеводой в Ладоге, «а быть ему для походу и оберегать ладожских мест; а будет придут немецкие люди к Ладуге, и ему быть в Ладуге в осаде, и быть ему на вылоске». С сентября того же года по февраль 1592 года и далее 5-й воевода в Ивангороде, в «земляном городе» и «на вылоске».